# ويرال الغربية (دائرة انتخابية في المملكة المتحدة)
ويرال الغربية (بالإنجليزية: Wirral West)‏ هي إحدى الدوائر الانتخابية في المملكة المتحدة الممثلة في مجلس العموم في برلمان المملكة المتحدة.
عضو البرلمان الذي يمثلها حالياً هو :Stephen Hesford (Lab).